# Gemma Whelan
Gemma Elizabeth Whelan (Leeds, 23 de abril de 1981) é uma atriz e comediante inglesa, conhecida por interpretar Yara Greyjoy na série da rede de televisão HBO, Game of Thrones.

## Biografia
Além de ser uma atriz e comediante, Whelan é também uma dançarina profissional especializada em estilos de dança de toque e jazz. Ela é membro da companhia de dança Beaux Belles, com sede em Londres. Ela também é formada em teatro musical e tem uma voz de timbre mezzo-soprano. Whelan tem dominio em espanhol a nível conversacional e consegue ler em francês.  Ela vive em Londres.

## Carreira
Como comediante, Whelan ganhou o Prêmio Funny Women Variety Award para a comédia stand-up em 2010. Muitas vezes, ela atua como seu alter-ego Chastity Butterworth e, em 2014, ela gravou um show piloto de bate-papo para a BBC Radio 4, chamado The Chastity Butterworth Show.

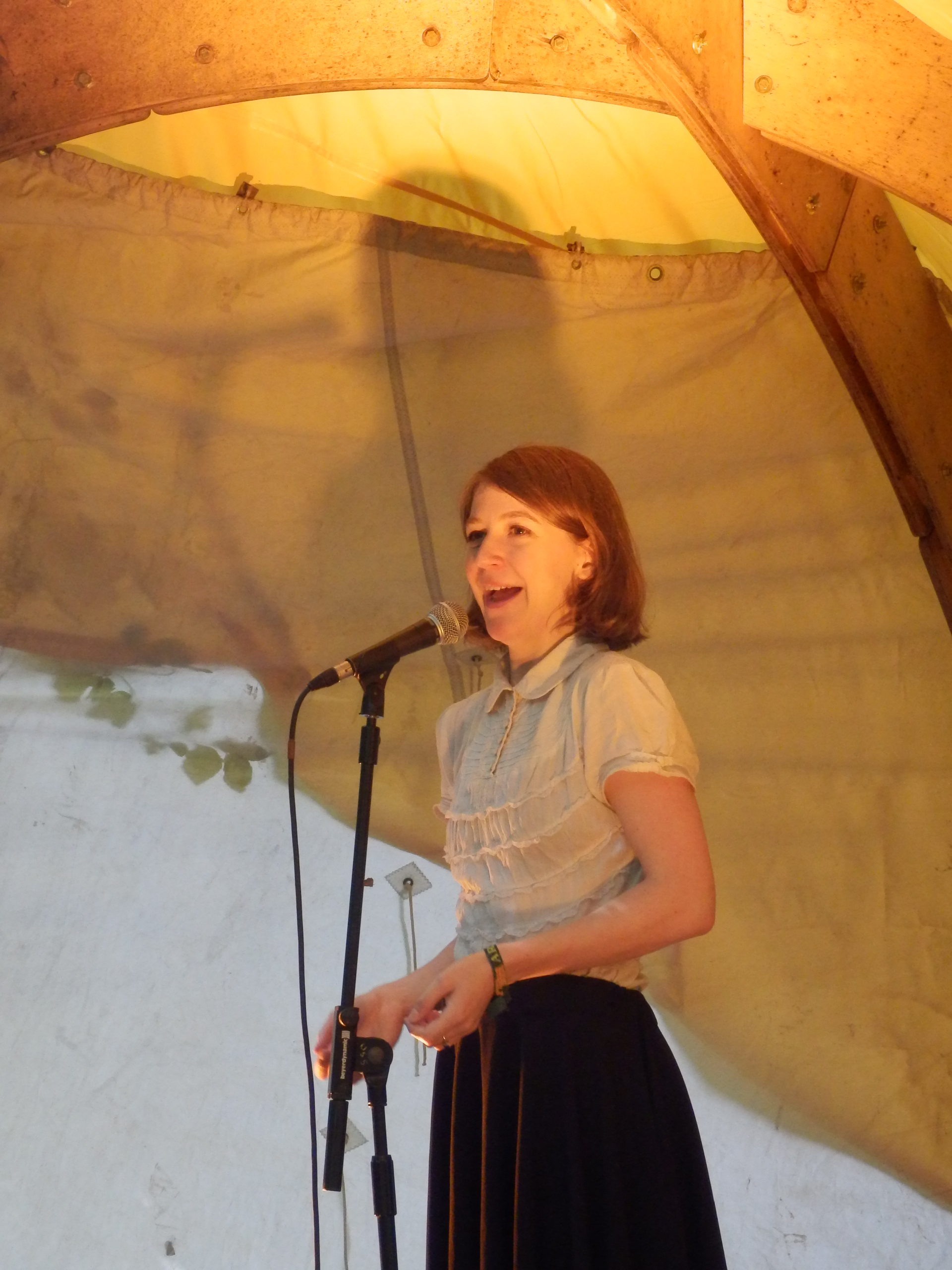
Gemma Whelan na EOTR 2013 em Tollard Royal, Reino Unido

Na tela, ela desempenhou papéis secundários em vários filmes e programas de televisão, incluindo As Viagens de Gulliver e O Lobisomem. 
Em agosto de 2011, ela foi escolhida para interpretar Yara Greyjoy (baseada na personagem Asha Greyjoy de As Crônicas de Gelo e Fogo) a partir da segunda temporada da série Game of Thrones. Aparece na série Gentleman Jack como Marian Lister.
No ano de 2018, em janeiro, foi lançada a série de sucesso The End of the F***ing World, onde ela interpreta uma detetive que tem um papel de certa forma importante na trama.

## Prêmios e indicações
| Ano  | Prêmio                     | Categoria                        | Indicação       | Resultado | Ref.        |
| ---- | -------------------------- | -------------------------------- | --------------- | --------- | ----------- |
| 2010 | Funny Women Awards         | Melhor Variedade                 | Ela mesma       | Venceu    |             |
| 2016 | Prêmio Screen Actors Guild | Melhor Elenco em Série Dramática | Game of Thrones | Indicado  | [ 2 ] [ 3 ] |
| 2017 | WFTV Awards                | Melhor Performance               | Ela mesma       | Venceu    | [ 4 ]       |